# Uilleam, 2. Earl of Ross
Uilleam, 2. Earl of Ross (anglisiert auch William of Ross, * nach 1210; † um 18. Mai 1274 in „Earles Allane“), war ein schottischer Adliger.

## Herkunft
Uilleam war der älteste Sohn von Ferchar Mactaggart, 1. Earl of Ross, seine Mutter ist unbekannt. Er führte nicht den Beinamen seines Vaters fort, sondern wurde nach dem nordschottischen Ross benannt, für das sein Vater vor 1226 vom schottischen König Alexander II. zum Earl of Ross erhoben worden war. Uilleam wurde zweifelsfrei nach Alexanders Vater, König Wilhelm I. benannt.

## Unterstützer von Alexander II. und Alexander III.
Erstmals wird Uilleam am 12. September 1232 in einer Vereinbarung zwischen dem Bischof von Moray und Gilbert, Sohn des Gilbert, Earl of Strathern über die Besitzrechte an den Ländereien von „Kyncarny“ genannt. 1235 gehörte Uilleam der Streitmacht an, mit der sein Vater den König in Galloway unterstützte. Nach dem Tod seines Vaters um 1251 erbte er dessen Besitzungen und den Titel Earl of Ross. Während der Minderjährigkeit von König Alexander III. unterstützte er seinen Schwager Walter Comyn, Earl of Menteith, der als führender schottischer Magnat die Regentschaft beanspruchte. Nach 1253 richtete Uilleam Schäden in Pettie und weiteren Orten an. Als Wiedergutmachung überschrieb er einen Teil seiner Ländereien in Catboll an Archibald, Bischof von Moray. Im Sommer 1257 unterstützte er mit einem Aufgebot Walter Comyn, als dieser einen Machtkampf mit dem von Alan Durward geführten Regentschaftsrat führte. Auf Betreiben von Walter Comyn schloss Ross am 18. März 1259 ein gegen den englischen König gerichtetes Bündnis mit dem walisischen Fürsten Llywelyn ap Gruffydd, das jedoch folgenlos blieb. Als der junge Alexander III. zu Beginn der 1260er Jahre die Politik seines Vaters fortsetzte, die Herrschaft der schottischen Könige auf Westschottland auszudehnen, unterstützte ihn Ross. 1262 gehörte er zu den Führern einer schottischen Streitmacht, die die unter norwegischer Oberherrschaft stehende Isle of Skye plünderte. Dies führte mit zum Krieg mit Norwegen, in dem König Håkon IV. von Norwegen 1263 eine Flotte nach Westschottland führte. Der norwegische König starb jedoch Ende 1263, worauf Ross 1264 einen Feldzug gegen Caithness führte. Im Frieden von Perth verkaufte der neue norwegische König 1266 Skye und weitere westschottische Besitzungen an Schottland. Uilleam vom schottischen König zum Verwalter von Skye und Lewis ernannt. Er starb an einem Earles Allane genannten, unidentifizierten Ort, der wahrscheinlich im östlichen Ross lag. Er wurde in der von seinem Vater gestifteten Fearn Abbey beigesetzt. Er hatte die Schenkungen seines Vaters an Fearn Abbey bestätigt und zudem verschiedene Schenkungen an weitere Klöster getätigt.

## Nachkommen
Uilleam hatte Jean, eine Tochter von William Comyn, Earl of Buchan geheiratet. Mit ihr hatte er einen Sohn, der sein Erbe wurde:
- Uilleam, 3. Earl of Ross († 1323)